# Myrioblephara embolochroma
Myrioblephara embolochroma là một loài bướm đêm trong họ Geometridae.